# Earl of Huntingdon

Wappen des aktuellen Earls of Huntingdon

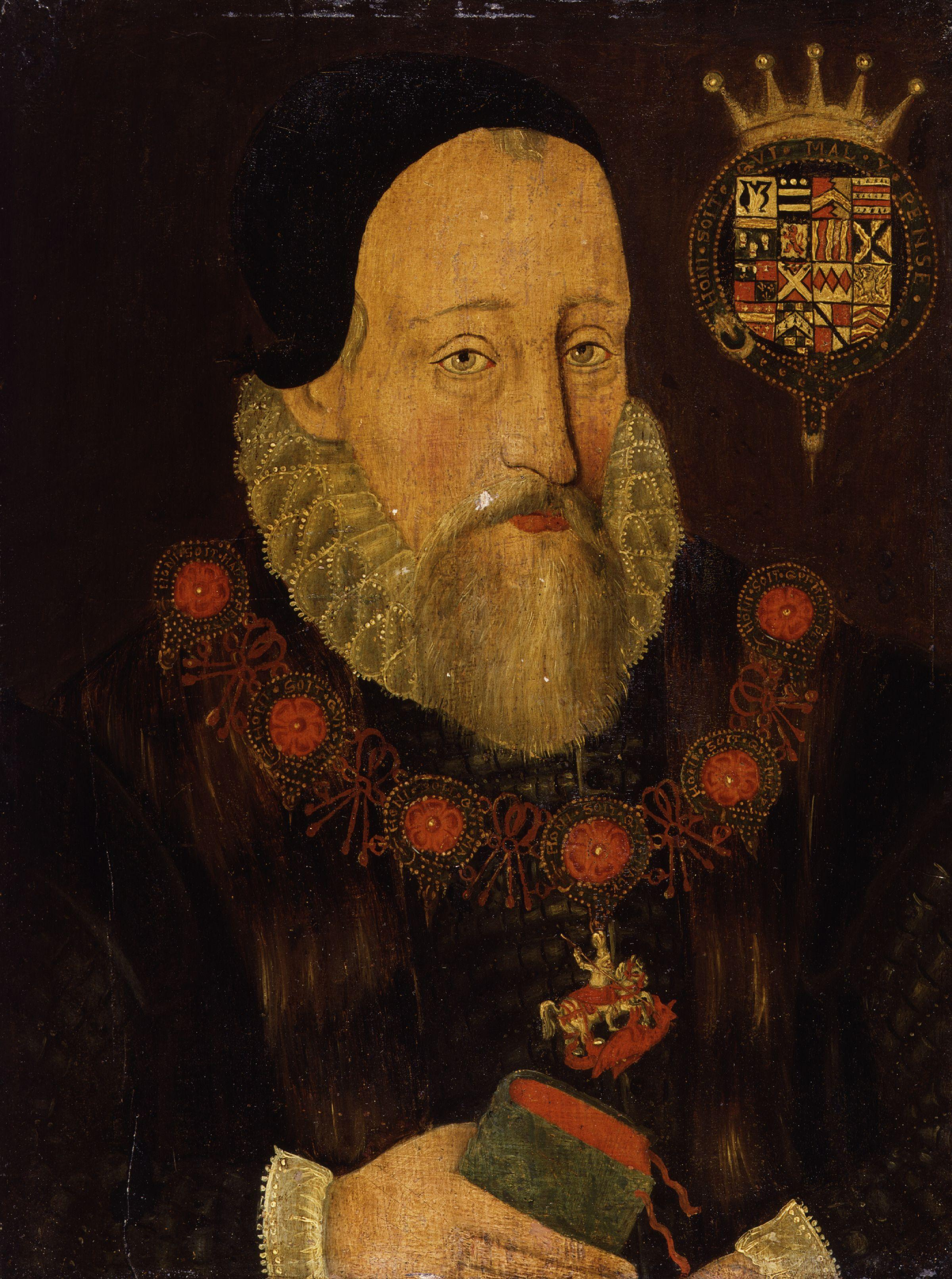
Henry Hastings, 3. Earl of Huntingdon

Earl of Huntingdon ist ein erblicher britischer Adelstitel, der siebenmal in der Peerage of England verliehen wurde. Er ist benannt nach der Stadt Huntingdon in Cambridgeshire, East Anglia.

## Verleihungen

### Erste Verleihung
Erster Titelinhaber war Waltheof, der angelsächsische Earl of Northumbria. Dieser war seit 1065 Inhaber der Honour of Huntingdon und damit Herrscher von Huntingdonshire. König Wilhelm I. verlieh ihm 1072 die Titel Earl of Huntingdon und Earl of Northampton. Im Rahmen des Aufstand der Grafen verlor er 1075 Northumbria. Dem ersten und zweiten Gatten seiner ältesten Tochter Maud, Simon I. de Senlis und König David I. von Schottland wurde um 1080 bzw. um 1111 der Titel Earl of Huntingdon de iure uxoris bestätigt und wechselte mehrfach unter den Nachfahren der beiden, bis er 1237 beim Tod des John of Scotland erlosch.

### Zweite bis sechste Verleihung
Am 16. März 1337 wurde der Titel an William de Clinton, 1. Baron Clinton verliehen, der bereits 1330 zum Baron Clinton erhoben worden war, und erlosch bei dessen Tod am 31. August 1354.
Am 16. Juli 1377 wurde der Titel als Life Peerage für Guichard d’Angle neu geschaffen und erlosch bei dessen Tod im März oder April 1380.
Am 2. Juni 1387 wurde der Titel an John Holland verliehen, der 1397 auch zum Duke of Exeter erhoben wurde. Der Titel wurde ihm 1400 wegen Hochverrats aberkannt, 1417 seinem Sohn wiederhergestellt und 1461 seinem Enkel wegen Hochverrats endgültig aberkannt.
Am 14. August 1471 wurde der Titel an Thomas Grey neu verliehen. Dieser verzichtete 1475 zugunsten der Krone auf das Earldom und bekam stattdessen den Titel Marquess of Dorset verliehen, 1483 erbte er auch den Titel Baron Ferrers of Groby.
Am 4. Juli 1479 wurde der Titel für William Herbert, 2. Earl of Pembroke neu geschaffen, der dafür auf seinen Titel Earl of Pembroke verzichtete, und erlosch bei dessen Tod am 16. Juli 1491.

### Siebte Verleihung
Zuletzt wurde der Titel am 8. Dezember 1529 für George Hastings, 2. Baron Hastings (of Hungerford), verliehen. Er hatte bereits 1506 von seinem Vater die Titel 3. Baron Hastings (of Hastings) (1461) und 2. Baron Hastings of Hungerford (1482) sowie um 1530 von seiner Mutter die Titel 6. Baron Botreaux, 6. Baron Hungerford und 4. Baron de Moleyns geerbt.
Beim kinderlosen Tod seines Nachfahren des 10. Earls, am 2. Oktober 1789, fielen die Baronien an dessen Schwester. Der Earlstitel ist nur in männlicher Linie vererbbar und ruhte zunächst, da kein berechtigter Verwandter seinen Anspruch auf den Titel wirksam geltend machte. Erst 1818/19 gelang es seinem entfernten Verwandten Hans Francis Hastings als 12. Earl bestätigt zu werden, zugleich wurde dessen 1804 verstorbener Onkel rückwirkend als de iure 11. Earl bestätigt. Heutiger Titelinhaber ist seit 1990 Hans’ Ur-ur-urenkel William Hastings-Bass als 17. Earl.
Obwohl die Earls seit 1789 keine nachgeordneten Titel mehr innehaben, führen der älteste Sohn des jeweiligen Earls als Titelerbe (Heir apparent) den erfundenen Höflichkeitstitel eines Viscount Hastings, um Verwechslung mit den existierenden Titel Baron Hastings zu vermeiden.
Familiensitz der Earls ist Hodcott House in West Ilsley bei Newbury in Berkshire.

## Liste der Earls of Huntingdon

### Earls of Huntingdon, erste Verleihung (1072)
- Waltheof (1050–1076)
- Maud of Huntingdon (1074–1130)
  - ⚭ Simon I. de Senlis  († um 1109)
  - ⚭ David I. von Schottland (1080–1153)
- Heinrich von Schottland (1114–1152)
- Simon II. de Senlis († 1153)
- Malcolm IV. von Schottland (1142–1165)
- Wilhelm I. von Schottland (1143–1214) (Titel entzogen 1174)
- Simon III. de Senlis (1138–1184)
- David von Schottland, Earl of Huntingdon (1152–1219)
- John of Scotland, Earl of Huntingdon (1206–1237)

### Earls of Huntingdon, zweite Verleihung (1337)
- William de Clinton, 1. Earl of Huntingdon (1304–1354)

### Earls of Huntingdon, dritte Verleihung (1377)
- Guichard d’Angle, Earl of Huntingdon († 1380), auf Lebenszeit

### Earls of Huntingdon, vierte Verleihung (1387)
- John Holland, 1. Duke of Exeter, 1. Earl of Huntingdon (1350–1400), (verwirkt 1400)
- John Holland, 1. Duke of Exeter, 2. Earl of Huntingdon (1395–1447), (Earldom wiederhergestellt 1417)
- Henry Holland, 2. Duke of Exeter, 3. Earl of Huntingdon (1430–1475), (verwirkt 1461)

### Earls of Huntingdon, fünfte Verleihung (1471)
- Thomas Grey, 1. Marquess of Dorset, 1. Earl of Huntingdon (1451–1501) (Verzicht auf Earldom 1475)

### Earls of Huntingdon, sechste Verleihung (1479)
- William Herbert, 1. Earl of Huntingdon (1451–1490)

### Earls of Huntingdon, siebte Verleihung (1529)
- George Hastings, 1. Earl of Huntingdon (1488–1544)
- Francis Hastings, 2. Earl of Huntingdon (1514–1560)
- Henry Hastings, 3. Earl of Huntingdon (1536–1595)
- George Hastings, 4. Earl of Huntingdon (1540–1604)
- Henry Hastings, 5. Earl of Huntingdon (1586–1643)
- Ferdinando Hastings, 6. Earl of Huntingdon (1609–1656)
- Theophilus Hastings, 7. Earl of Huntingdon (1650–1701)
- George Hastings, 8. Earl of Huntingdon (1677–1705)
- Theophilus Hastings, 9. Earl of Huntingdon (1696–1746)
- Francis Hastings, 10. Earl of Huntingdon (1729–1789) (Titel ruht 1789)
- Theophilus Hastings, de iure 11. Earl of Huntingdon (1728–1804)
- Hans Hastings, 12. Earl of Huntingdon (1779–1828) (Titel 1818 bestätigt)
- Francis Hastings, 13. Earl of Huntingdon (1808–1875)
- Francis Hastings, 14. Earl of Huntingdon (1841–1885)
- Warner Hastings, 15. Earl of Huntingdon (1868–1939)
- Francis Hastings, 16. Earl of Huntingdon (1901–1990)
- William Hastings-Bass, 17. Earl of Huntingdon (* 1948)

Wahrscheinlicher Titelerbe (Heir Presumptive) ist der jüngere Bruder des jetzigen Earls, Hon. Simon Hastings-Bass (* 1950).

## Trivia
In der Belletristik wird Robin Hood manchmal als Robert, Earl of Huntingdon, bezeichnet.